# Paradisul (Star Trek: Deep Space Nine)
„Paradisul” este cel de-al 35-lea episod din serialul american de televiziune SF Star Trek: Deep Space Nine. Este al 15-lea episod din cel de-al doilea sezon.
Plasat în secolul al XXIV-lea, serialul urmărește aventurile de pe Deep Space Nine, o stație spațială situată în apropierea unei găuri de vierme stabile între cadranele Alfa și Gamma ale galaxiei Calea Lactee, în apropierea planetei Bajor. În acest episod, comandantul Sisko (interpretat de Avery Brooks) și șeful inginerilor O'Brien (interpretat de Colm Meaney) se trezesc blocați pe o lume populată de supraviețuitori ai unei expediții naufragiate, unde niciunul dintre dispozitivele lor nu va funcționa.

## Prezentare
În timp ce se aflau într-o misiune de recunoaștere într-o navetă, O'Brien și Sisko descoperă semne de viață umană pe o planetă necunoscută. Teleportați la suprafață, ei descoperă că un câmp energetic duonetic le-a dezactivat dispozitivele electronice și nu se pot întoarce la navetă. Îi întâlnesc pe Joseph și Vinod, care fac parte dintr-un grup de coloniști care au rămas blocați în urmă cu zece ani într-un mod similar. Liderul coloniștilor este mama lui Vinod, Alixus; înainte de a rămâne blocată, ea era o filozoafă care critica dependența oamenilor de tehnologie.
Unul dintre coloniști, Meg, este pe moarte și ar putea fi vindecată cu ajutorul proviziilor medicale ale navetei, dar Alixus le interzice lui Sisko și O'Brien să încerce să contacteze naveta. Ea le spune că vor trebui să-și câștige existența lucrând pe câmpă. În timp ce muncesc, un tânăr pe nume Stephen este eliberat dintr-o cutie de metal în care a fost închis pentru că a furat o lumânare. În acea noapte, Alixus trimite o colonistă pe nume Cassandra să încerce să-l seducă pe Sisko. Când Sisko o înfruntă pe Alixus, aceasta îl însărcinează să stea de pază pentru restul nopții.
Între timp, ofițerii DS9 Kira și Dax, în căutarea lui Sisko și O'Brien, descoperă naveta abandonată de aceștia, care se deplasează fără țintă și încearcă să îi refacă traseul.
După ce Meg moare, Alixus îl acuză pe O'Brien că i-a „pângărit memoria” încercând să-i activeze dispozitivele tehnologice. În calitate de comandant al acestuia, Sisko este plasat în cutia de pedeapsă. După ce perioada de pedeapsă se termină, Alixus îi oferă apă - dacă își va schimba uniforma Flotei Stelare. Fără să vorbească, Sisko se întoarce în cutie.
O'Brien folosește o busolă improvizată pentru a localiza originea câmpului duonetic și descoperă un generator îngropat sub nisip. Vinod îl găsește pe O'Brien și trage în el cu arcul, dar O'Brien reușește să-l păcălească și îl aduce înapoi în sat. O'Brien deschide cutia de pedeapsă cu fazerul său acum funcțional și le dezvăluie coloniștilor că câmpul a fost creat artificial. Alixus recunoaște că a creat câmpul duonetic, dar își justifică acțiunile pentru că le-a permis coloniștilor să-și descopere adevăratul potențial.
Când Kira și Dax sosesc, Sisko și O'Brien presupun că coloniștii vor să vină cu ei, dar Joseph anunță că aceștia au ales să rămână. O'Brien și Sisko se teleportează pe navetă împreună cu Alixus și Vinod. După ce pleacă, doi copii mici rămân să privească fix în punctul în care au dispărut cei patru.